# Srpovci
Srpovci (cyr. Срповци) – wieś w Bośni i Hercegowinie, w Republice Serbskiej, w gminie Prnjavor. W 2013 roku liczyła 161 mieszkańców.